# Mario Pais de Libera
Mario Pais de Libera (Auronzo di Cadore, 26 dicembre 1920 – Thiene, 1º ottobre 2010) è stato uno scultore italiano esponente dell'astrattismo.

## Biografia
Ha vissuto e lavorato, in qualità di cittadino emerito, nella città di Thiene (Vicenza).
Dopo l'esordio di matrice realistica l'incontro con i grandi esponenti delle avanguardie europee, l'ammirazione per Constantin Brâncuși ed il definitivo approdo alla corrente astratta ed all'arte concreta (secondo la dizione di Theo van Doesburg). L'esito della sua parabola poetica, affine a quello hepworthiano, si distingue per una esasperata ricerca della forma pura, dell'essenzialità incorruttibile, della linea curva perfetta, dell'affrancamento dell'opera dalla contingenza e si manifesta in un'impietosa attività di sottrazione, nella flessuosa e sobria resa di grandi volumi concavi sensualmente evanescenti, nel trattamento innovativo della base, nell'approccio sempre sperimentale a differenti tipologie di materiali (fra i quali il ghiaccio ed il polimetilmetacrilato), nella frequente e spesso maniacale rielaborazione dei medesimi contenuti.
Accanto al Busto di Ercolano ed all'ampio Bestiario celebri le sue Involuzioni di eco viana: "Involuzione è il manifesto programmatico dell'attività artistica del maestro Pais: il significato trascendentale di questi oggetti cosalmente autonomi e dalla forma spazialmente continua ed ipnotica si esplica sul piano nomenclativo col recupero della pregnanza etimologica del volvere-in; il ritorno dell'opera dentro se stessa è un moto ermeneutico perpetuo che, in virtù della trasmutazione in forma della materia, mira alla reditio completa dell'arte al proprium ideale ed evoca tanto l'atto del concepimento dell'opera nel suo intenzionale volgersi all'essenza di ciò che è quanto dello stesso fare artistico-scultoreo come gesto poietico (...)." (Tobia Ave, Discorso inaugurale temporanea "Mario Pais ed allievi", Thiene 20-28 gennaio 2007).
Opere in esposizione permanente presso "Museo d'Arte moderna" di Città del Messico, musei della scultura di Kemijarvi (Finlandia) e La Bresse (Francia).

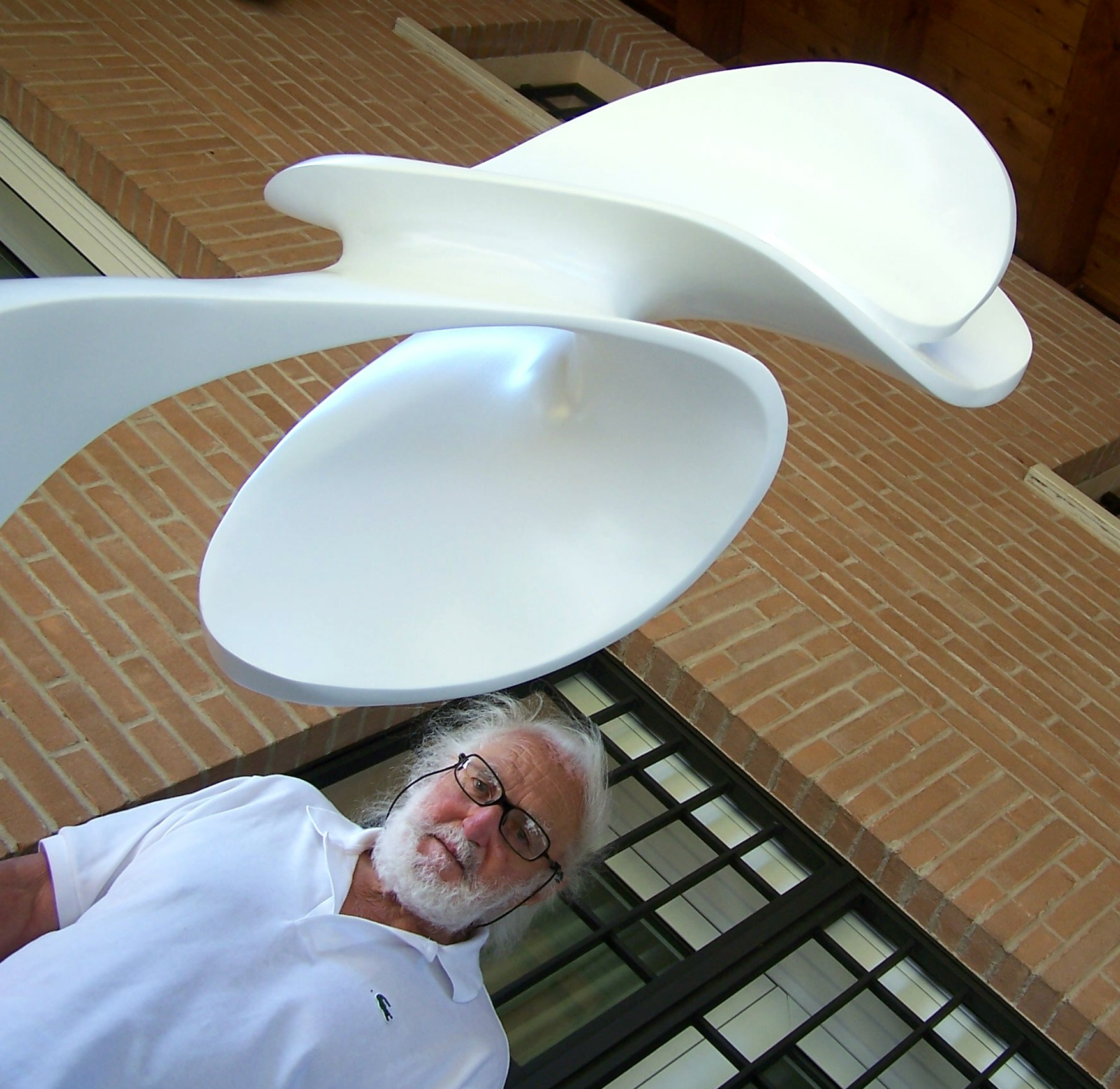
Mario Pais de Libera accanto ad "Evoluzione di Involuzione, 2007"